# Bolesław Szwaczyk
Bolesław Szwaczyk (ur. 22 marca 1900 w Starej Pecynie, zm. 12 września 2002 w Gdyni) − lekarz wojskowy, oficer Polskiej Marynarki Wojennej, uczestnik wojny polsko-bolszewickiej, żołnierz Armii Krajowej.

## Życiorys
Urodził się w chłopskiej rodzinie jako syn Franciszka. Ukończył szkołę powszechną w Długosiodle, a średnią w Ostrowi Mazowieckiej. W listopadzie 1918 roku, jako osiemnastolatek, brał udział w rozbrajaniu żołnierzy niemieckich. Dwa lata później wstąpił jako ochotnik do Wojska Polskiego, biorąc udział w działaniach wojny polsko-bolszewickiej. Za tę kampanię został odznaczony Krzyżem Kawalerskim Orderu Odrodzenia Polski. W 1922 roku wstąpił do Szkoły Podchorążych Sanitarnych w Warszawie i w sześć lat później uzyskał dyplom ukończenia studiów medycznych na Uniwersytecie Warszawskim. Po odbyciu obowiązkowego, dwuletniego stażu szpitalnego został lekarzem w Centrum Wyszkolenia Kawalerii w Grudziądzu.
W 1934 roku przeniesiono go do 14 dywizjonu artylerii konnej, stacjonującego w Białymstoku. Rok później otrzymał promocję do stopnia kapitana i został skierowany na przeszkolenie morskie oraz oddelegowany do Marynarki Wojennej. Był starszym lekarzem kadry szeregowych floty w Gdyni Oksywiu, a od 1938 roku, jako następca Augustyna Dolatkowskiego, lekarzem Szkoły Podchorążych Marynarki Wojennej w Toruniu, wkrótce przeniesionej do Bydgoszczy.
Po ataku Niemiec na Polskę w 1939 roku został ewakuowany z personelem Kierownictwa Marynarki Wojennej na wschód (do Brodów) i trafił do niewoli radzieckiej. Wkrótce uciekł z transportu i powrócił do rodzinnej wsi. Podczas okupacji niemieckiej pracował jako lekarz i konspiracyjnie udzielał pomocy medycznej stacjonującym w okolicy oddziałom partyzanckim Armii Krajowej. Był aresztowany przez gestapo. W 1944 roku został lekarzem Wojskowej Komendy Uzupełnień 2. Armii LWP w Białymstoku. Wkrótce awansował do stopnia majora i otrzymał przeniesienie do tworzonej na nowo Marynarki Wojennej. Był organizatorem i pierwszym ordynatorem Oddziału Chorób Wewnętrznych Szpitala Marynarki Wojennej w Gdyni a od 1949 roku zastępcą szefa Służby Zdrowia MW. W 1953 roku został w trybie natychmiastowym przeniesiony do rezerwy, co uzasadniano jego sanacyjną przeszłością.
Po przejściu do cywila został lekarzem w jednej z gdyńskich przychodni, a wkrótce jej kierownikiem. Pracował również w ambulatorium Państwowej Szkoły Morskiej. Po przejściu na emeryturę w 1968 roku pozostał aktywnym zawodowo, między innymi prowadząc zajęcia dydaktyczne dla oficerów floty handlowej i uczestnicząc w konferencjach naukowych Katedry Medycyny Morskiej Wojskowej Akademii Medycznej. W 1990 roku został awansowany do stopnia komandora, zaś w 2000, w setną rocznicę urodzin, odznaczony Krzyżem Komandorskim Orderu Odrodzenia Polski.
Był mężem Sabiny (1908−1999).
Zmarł w wieku 102 lat i został pochowany z honorami wojskowymi na cmentarzu komunalnym przy ul. Spokojnej w Gdyni (sektor 22-10-29_1). W pogrzebie uczestniczył między innymi dowódca Marynarki Wojennej, admirał floty Ryszard Łukasik.
Wspomnienia komandora Bolesława Szwaczyka zostały opublikowane w wydanym w 2004 roku przez Akademię Marynarki Wojennej zbiorze Moja droga na morze. Jubileuszowe wspomnienia absolwentów oksywskiej Alma Mater.

## Ordery i odznaczenia
- Krzyż Komandorski Orderu Odrodzenia Polski (15 czerwca 2000)[1]
- Krzyż Kawalerski Orderu Odrodzenia Polski
- Medal Niepodległości
- Medal „Za udział w wojnie obronnej 1939”
- Krzyż Armii Krajowej
- Medal „Za zasługi dla Marynarki Wojennej” (1990)

Źródło:.